# عبدالجواد عنقا
میرزا عبدالجواد (درگذشت ۱۲۷۵ ه‍.ق) متخلّص به عنقا فرزند علی اشرف از اعیان و معاریف اصفهان بوده و در خط نستعلیق و شکسته شهرت داشته است.
عبدالجواد عنقا در زمان فتحعلیشاه قاجار به تعلیم شاهزادگان درباری می‌پرداخته و عمری طولانی داشته است. از عنقا آثار زیادی، از قطعات گرفته تا کتابهای نفیس به جا مانده است. وفات او به سال ۱۲۷۵ ه‍.ق در تهران اتفاق افتاد.